# Sterculia setigera
Espèce
Sterculia setigera, le Platane du Sénégal, est une espèce d'arbres monoïque de la famille des Sterculiaceae, atteignant 10 à 18 m de haut, à fût court de 2-4 m. Écorce gris violacé, se détachant en plaques irrégulières minces. Feuilles digitées avec trois à cinq lobes caractéristiques. Fruits groupés de trois à cinq contenant de cinq à douze graines noires avec arille jaune.

## Systématique
L'espèce Sterculia setigera a été décrite en 1826 par le botaniste français Alire Raffeneau-Delile (1778-1850).

## Répartition
Cette espèce est originaire des savanes d'Afrique tropicale (Afrique de l'Ouest, centrale, de l'Est et australe) où la pluviométrie annuelle est supérieure à 500 mm[réf. nécessaire].

## Publication originale
- Raffeneau-Delile, Centurie de plantes d'Afrique (publication), Inconnu, 1826.